# 盖苏斯
盖苏斯（法語：Geishouse，法語發音：[ɡaisuz] ⓘ）是法国上莱茵省的一个市镇，属于坦恩-盖布维莱尔区。

## 地理
盖苏斯（47°53'1"N, 7°3'36"E）面积7.28 平方千米，位于法国大東部大區上莱茵省，该省份为法国东部内陆省份，是阿尔萨斯的一部分，今与下莱茵省组成了阿尔萨斯欧洲集体，其北临下莱茵省，西接孚日省，西南接贝尔福地区省，东侧沿莱茵河与德国相望，南与瑞士接壤。
与盖苏斯接壤的市镇（或旧市镇、城区）包括：洛唐巴克泽、圣阿马兰、莫什、戈尔德巴克阿尔唐巴克、苏尔茨-上莱茵。
盖苏斯的时区为UTC+01:00、UTC+02:00（夏令时）。

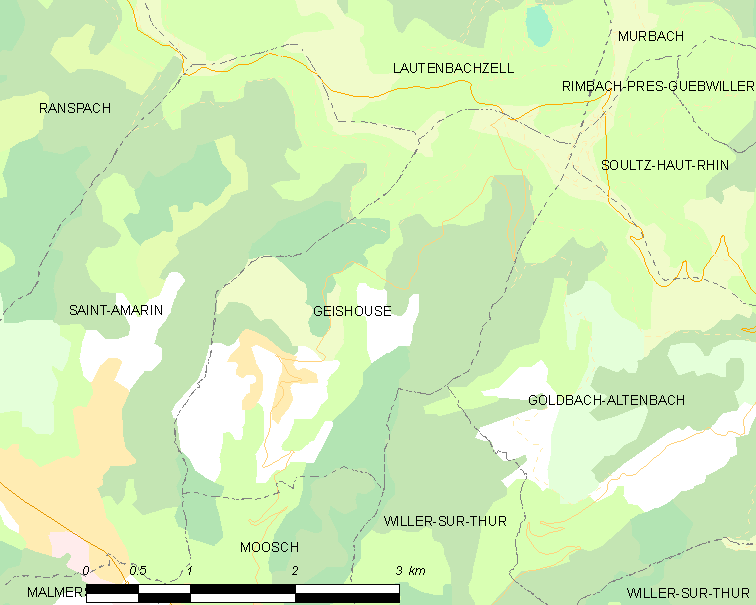
盖苏斯的OSM定位图

## 行政
盖苏斯的邮政编码为68690，INSEE市镇编码为68102。

## 政治
盖苏斯所属的省级选区为塞尔奈县。

## 人口

1962-2008年间盖苏斯人口变化图示

盖苏斯于2022年1月1日时的人口数量为429人。